# Hermann Ernst Rumpel
Hermann Ernst Rumpel (* 24. Februar 1734 in Erfurt; † 13. Februar 1794 ebenda) war ein deutscher Jurist, Bibliothekar, Schulleiter und Hochschullehrer.

## Leben
Sein Vater Johann Georg Rumpel (1694–1773) stammte aus Salzungen, hatte an der Erfurter Universität Jura studiert und war danach Stadtsyndicus und Direktor der Akademie gemeinnütziger Wissenschaften zu Erfurt.
Hermann Ernst studierte ebenfalls Jura an den Universitäten Erfurt und Jena. 1759 erfolgte seine Promotion zum Dr. jur.
1758 bis 1778 war er Rektor des Evangelischen Ratsgymnasiums.
1759 wurde er Mitglied der Leopoldina und Kustos der Bibliothek der Leopoldina unter Johann Hieronymus Kniphof. Nach Kniphofs Tod trat er dessen Nachfolger als Bibliothekar an, neuer Kustos wurde 1766 sein Bruder Ludwig Friedrich Eusebius Rumpel.
1765 wurde Hermann Ernst als Professor für Jura an die Universität Erfurt berufen, 1767 wurde er Ordinarius. In dieser Funktion betreute er 1782 die Diplomarbeit von Karl Wilhelm Nose. 1786 beauftragte Karl Theodor von Dalberg ihn mit einem Gutachten zur Stotternheimer Saline zur Gewinnung von Steinsalz, die jedoch dort erst ab 1828 erfolgte.
Nach seinem Tod 1794 wurde er in der Erfurter Universitätskirche St. Michaelis begraben. Das Grabmal besteht noch heute.

## Schriften
- In Platonis Dialogum, Qui Crito Inscribitur, Quaedam Disserit, Et Ad Panegyrin, Gymnasii Senatorii Peracto Examine Auctumnali, Erfurt 12. Oktober 1768, 8 S.
- Einige Betrachtungen über die öffentliche Erziehung und deren Verbesserung: Eine Einladungsschrift zu einer Redeübung und Promotion einiger Schüler des Evangelischen Gymnasiums, Verlag Gradelmüller, Erfurt 1774, 11 S.
- Betrachtungen ueber die Sonnenuhren nebst Verbesserung der Creutzfoermigen Uhr, Verlag Georg A. Keyser, Erfurt 1784, 24 S.
- Von der nothwendigen Veränderung der Gesetze Verlag Georg A. Keyser, Erfurt 1792, 38 S.
- Ueber Versorgung der Armen auf dem Lande und Abstellung der Betteley, Verlag Georg Adam Keyser, Erfurt 1791, 22 S.

## Auszeichnungen
- Die Rumpelgasse in Erfurt wurde nach ihm benannt.